# Schizofrenia cenestetyczna
Schizofrenia cenestetyczna (schizofrenia cenestopatyczna, ang. coenesthetic schizophrenia, niem. coenästhetische Schizophrenie) – wyróżniany niekiedy typ schizofrenii, charakteryzujący się w obrazie klinicznym przewagą doznań cenestetycznych. W klasyfikacji ICD-10 odpowiada mu kod F20.8 (schizofrenia innego rodzaju), w klasyfikacji DSM-IV nie jest uwzględniony.
Pojęcie schizofrenii cenestetycznej wprowadził Gerd Huber w 1957 roku. Zbliżoną koncepcję cenestopatii (schizofrenii cenestopatycznej) przedstawili francuscy psychiatrzy Ernest Dupré i Paul Camus w 1907. Schizofrenia somatopsychiczna (hipochondryczna) opisana przez Bornsztajna zawiera się w pojęciu schizofrenii cenestetycznej.
W ujęciu Hubera w przebiegu schizofrenii cenestetycznej dominują doznania somatyczne, częste są objawy wegetatywne, ruchowe i czuciowe. Początek objawów wyprzedza właściwą chorobę o wiele lat. Rokowanie określa się jako umiarkowanie niekorzystne.